# باور بوك جي 3
باور بوك جي 3 هو سلسلة من أجهزة حواسيب ماكنتوش الشخصية المحولة التي تم تصميمها بواسطة ابل من عام 1997 إلى عام 2001. كان أول كمبيوتر محمول يستخدم سلسلة المعالجات الدقيقة PowerPC G3 (PPC740/750)، وتم تسويقه باعتباره أسرع كمبيوتر محمول في العالم طوال فترة إنتاجه بالكامل. خلف PowerBook G3 جهاز PowerBook G4 .
كان G3 أول كمبيوتر محمول أسود من شركة ابل، وخلفه جهاز ماك بوك الأسود في عام 2006. كانت أجهزة الباور بوك السابقة باللون الرمادي الداكن.
تم الترحيب بنماذج Wallstreet وLombard وPismo لسهولة ترقيتها ليس فقط في محركات الأقراص والذاكرة التي يمكن الوصول إليها ولكن في بطاقات وحدة المعالجة المركزية التابعة لها والتي يمكن فصلها عن لوحات المنطق الخاصة بها. أدى ذلك إلى قيام شركات ما بعد البيع بتقديم ليس فقط ترقيات وحدة المعالجة المركزية G3 بل لهذه الأجهزة لكل سلاسل G3 ولكن ترقيات G4 التي يمكن أن تجعل هذه الأجهزة سريعة (وفي في الحالات اللاحقة، أسرع من) أجهزة الباور بوك المعاصرة التي قدمتها ابل في ذلك الوقت.

## ماكنتوش باور بوك جي 3 (كانجا)
تم طرح الجهاز، الذي يحمل الاسم الرمزي "Kanga"، في نوفمبر 1997. في وقت طرحه، تم الإعلان عنه باعتباره أسرع كمبيوتر محمول متاح . يعتمد هذا النموذج على PowerBook 3400c ، وكان يُعرف بشكل غير رسمي. لقد استخدم نفس الحالة لوحة أم مشابهة جدًا. . تضمنت التغييرات الأخرى على اللوحة الأم مضاعفة ذاكرة الوصول العشوائي الموجودة على اللوحة من 16 ميجابايت إلى 32 ميجابايت، وإصدار أسرع من وحدة تحكم الرسومات الخاصة بالرقائق والتقنيات الموجودة على اللوحة. جعل G3 جهاز Kanga أسرع مرتين من 3400c،  وسمح له جهاز التحكم الرسومي المحسن بتحديث الشاشة بشكل أسرع بنسبة 74 بالمائة. 

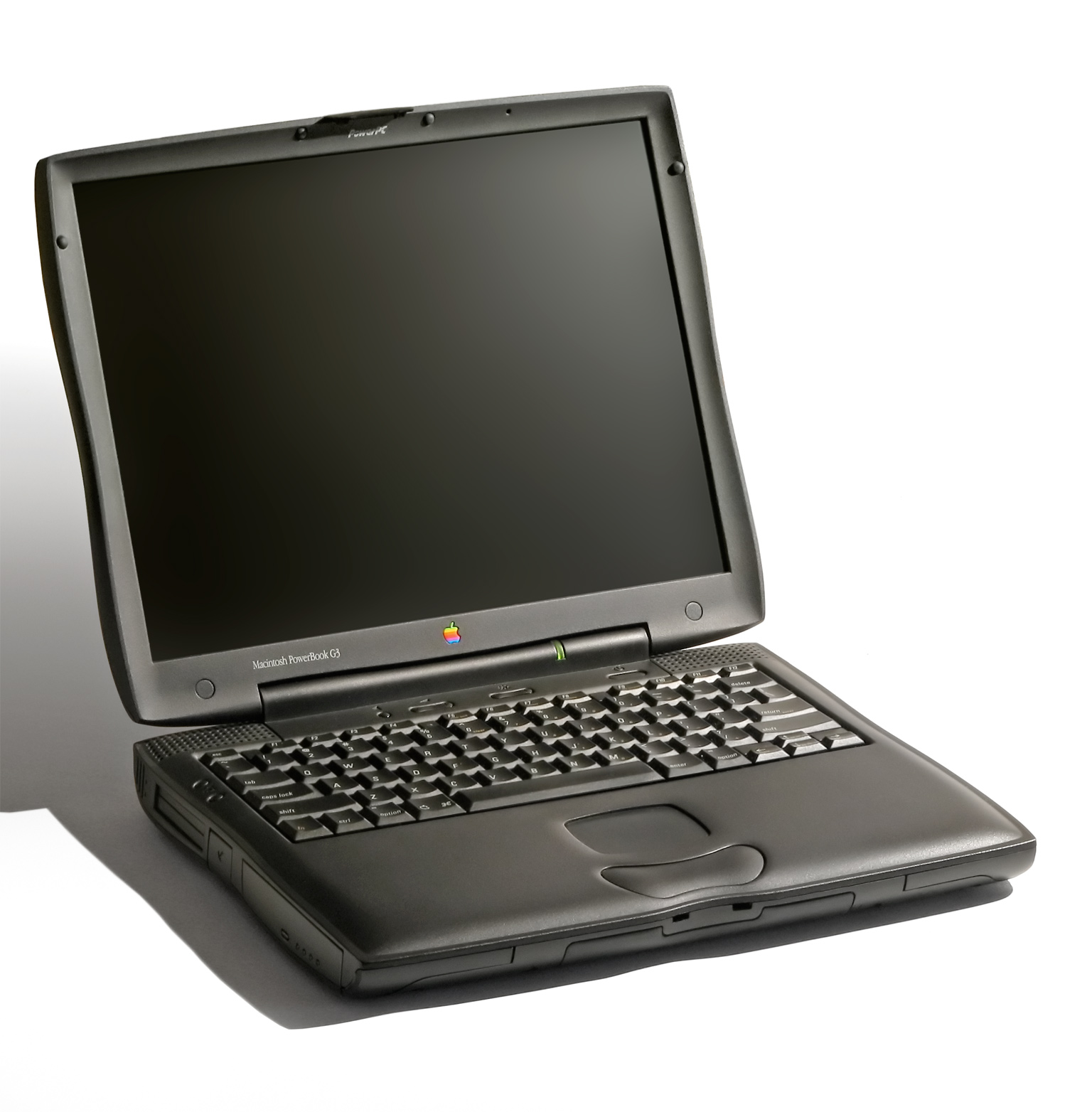
"وول ستريت" باور بوك جي 3

تم تقديم الجيل الثاني من أجهزة PowerBook G3s، والتي تسمى الآن سلسلة PowerBook G3، في مايو 1998. تم إعادة تصميم الجهاز بالكامل بهيكل جديد أخف وزنًا وتقريبًا من جهاز PowerBook G3 السابق؛ ومع ذلك، . تأتي أجهزة الباور بوك الجديدة، التي تحمل الاسم الرمزي وال ستريت، بثلاثة أحجام للشاشات: شاشة LCD مصفوفة سلبية مقاس 12 بوصة، وشاشة TFT LCD مقاس 13.3 بوصة، وشاشة TFT LCD مقاس 14.1 بوصة. تحتوي الطرازات على ذاكرة VRAM مدمجة بسعة 2 ميجابايت، بينما تحتوي الطرازات على ذاكرة VRAM سعة 4 ميجابايت و بأقصى دقة (1024 × 768). وجاءت الشاشة مقاس 13.3 بوصة مزودة بناقل شريطي، مما أدى إلى مجموعة من إصلاحات الضمان التي دفعت شركة ابل إلى إزالة الطراز مقاس 13.3 بوصة . كان أول جهاز يستخدم محركات الأقراص الضوئية ATA المتوافقة مع معايير الصناعة. يعني هذا التغيير أن مسجلات الأقراص المضغوطة وأقراص DVD المصممة لأجهزة Wintel يمكن استخدامها بسهولة كبيرة في الكمبيوتر، وغالبًا ما يكون ذلك بأقل سعر من تلك التي تصنعها شركة ابل. كما أنه يأتي بثلاث سرعات لوحدة المعالجة المركزية: 233 ميغاهيرتز، 250 ميغاهيرتز، و 292 ميغاهيرتز. 233 كان يُطلق على طراز MHz أحيانًا اسم Mainstreet، لأنه يفتقر إلى ذاكرة التخزين المؤقت L2، مما يجعله أبطأ بكثير من الطرازين الآخرين في التشكيلة. ال 250 ميغاهيرتز و 292 يتم شحن نماذج MHz مع ذاكرة تخزين مؤقت سعة 1 ميجابايت. ، بالإضافة إلى ناقل النظام الأسرع، من المعروف أن Wallstreets تعاني من بعض مشكلات الحرارة. تم إصلاح العديد من مشكلات في المراجعة و هو آخر جهاز باور بوك تم تجميعه بواسطة ابل في كورك، أيرلندا .
1. ↑  "Macintosh Performance Comparisons – Prototypes". macspeedzone.com. مؤرشف من الأصل في 2023-02-12.
2. ↑  Charles W. Moore. "PowerBook 1400, Kanga, and WallStreet Reflections". lowendmac.com. مؤرشف من الأصل في 2023-02-12.

## روابط خارجية
- دعم أبل
  - (الأصل / كانغا)
  - كيفية التعرف على النماذج المختلفة نسخة محفوظة March 27, 2008, على موقع واي باك مشين. .</link> في Apple.com
- فهرس Mac المحمول عبر Lowendmac
- صور لأجزاء Pismo الداخلية عبر pbfixit.com
- Powerbook G3 PDQ ، Powerbook Pismo 500 ميجا هرتز عبر Forevermac.com